# Münsters universitet

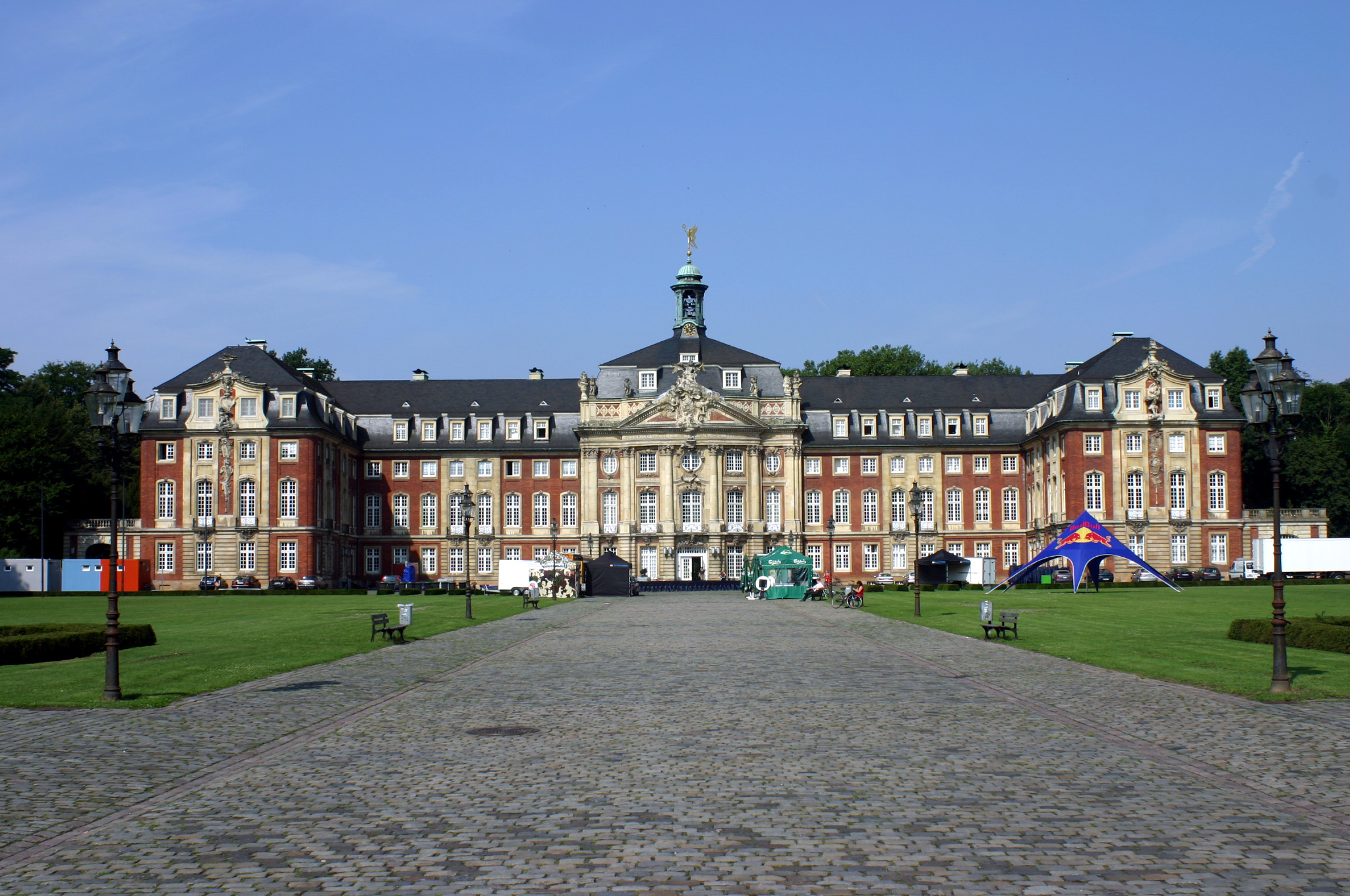
Slottet i Münster är säte för Münsters universitet.

Münsters universitet (tyska: Universität Münster; fram till 2023: Westfälische Wilhelms-Universität Münster, WWU) är ett tyskt universitet i Münster, Nordrhein-Westfalen, med ca 44 000 studenter (2022). Universitetet grundades den 16 april 1780.